# Сирбі (комуна)
Сирбі (рум. Sârbi) — комуна у повіті Біхор в Румунії. До складу комуни входять такі села (дані про населення за 2002 рік):
- Алмашу-Мік (175 осіб)
- Бурзук (1013 осіб)
- Кіоаг (228 осіб)
- Саркеу (104 особи)
- Сирбі (1088 осіб) — адміністративний центр комуни
- Феджернік (366 осіб)
- Феджерніку-Ноу (44 особи)

Комуна розташована на відстані 434 км на північний захід від Бухареста, 20 км на північний схід від Ораді, 121 км на північний захід від Клуж-Напоки.

## Населення
За даними перепису населення 2002 року у комуні проживали 3018 осіб.
Національний склад населення комуни:
| Національність | Кількість осіб | Відсоток |
| -------------- | -------------- | -------- |
| румуни         | 2806           | 93,0%    |
| угорці         | 93             | 3,1%     |
| словаки        | 93             | 3,1%     |
| цигани         | 26             | 0,9%     |

Рідною мовою назвали:
| Мова      | Кількість осіб | Відсоток |
| --------- | -------------- | -------- |
| румунська | 2812           | 93,2%    |
| угорська  | 93             | 3,1%     |
| словацька | 87             | 2,9%     |
| циганська | 26             | 0,9%     |

Склад населення комуни за віросповіданням:
| Релігія            | Кількість осіб | Відсоток |
| ------------------ | -------------- | -------- |
| православні        | 1654           | 54,8%    |
| п'ятдесятники      | 941            | 31,2%    |
| римо-католики      | 208            | 6,9%     |
| баптисти           | 135            | 4,5%     |
| греко-католики     | 49             | 1,6%     |
| реформати          | 24             | 0,8%     |
| не релігійні       | 4              | 0,1%     |
| адвентисти         | 2              | 0,1%     |
| не вказали релігію | 1              | < 0,1%   |